# Ellipsanime
Ellipse Animation, meglio nota come Ellipsanime, è una casa di produzione di animazione francese, con sede a Parigi, fondata nel 1987.
L'azienda nacque come una proprietà di Studio Expand, una filiale di Canal+; nel 2003 l'azienda è stata acquistata dalla Dargaud Media che successivamente comprò la casa d'animazione Moonscoop acquistando i diritti di Code Lyoko e molte altre serie animate della casa di produzione.

## Filmografia

### Lungometraggi
- Bècassine: il tesoro dei vikinghi (Bécassine - Le trésor viking, 2001)
- Le Petit Roi Macius (2002)
- Corto Maltese: corte sconta detta Arcana (Corto Maltese: La cour secrète des Arcanes, 2002)

### Serie televisive
- Le avventure di Tin Tin (1991-1992)
- Blake e Mortimer (1997)
- Gudule (2005)
- Potlach (2006)
- Valérian e Laureline (2007)